# Tipula (Arctotipula) plutonis
Tipula (Arctotipula) plutonis is een tweevleugelige uit de familie langpootmuggen (Tipulidae). De soort komt voor in het Nearctisch gebied.